# Margaréta Bičanová
Margaréta Bičanová (2001) es una deportista eslovaca que compite en triatlón. Ganó una medalla de plata en el Campeonato Europeo de Triatlón Campo a Través de 2022.

## Palmarés internacional
| Campeonato Europeo | Campeonato Europeo | Campeonato Europeo | Campeonato Europeo |
| Año                | Lugar              | Medalla            | Prueba             |
| ------------------ | ------------------ | ------------------ | ------------------ |
| 2022               | Bilbao (España)    | Medalla de plata   | Individual         |